# Rebaque
La Rebaque è stata una scuderia automobilistica messicana, che ha partecipato al Campionato mondiale di Formula 1. Fondata come scuderia privata dal corridore messicano Héctor Rebaque nel 1978, partecipò anche con una propria vettura agli ultimi tre Gran Premi nella stagione 1979. È, a tutt'oggi, l'unico costruttore automobilistico messicano ad aver partecipato alla massima formula.

## La storia
La scuderia nacque per iniziativa di Héctor Rebaque, pilota messicano, che si trovò, alla fine della stagione 1977, senza una vettura a disposizione, dopo che nella stagione era stato iscritto a sei gran premi dalla Hesketh, riuscendo a qualificarsi solo per il Gran Premio di Germania. Nella sua storia il team impiegò sempre una sola monoposto, affidata al fondatore.

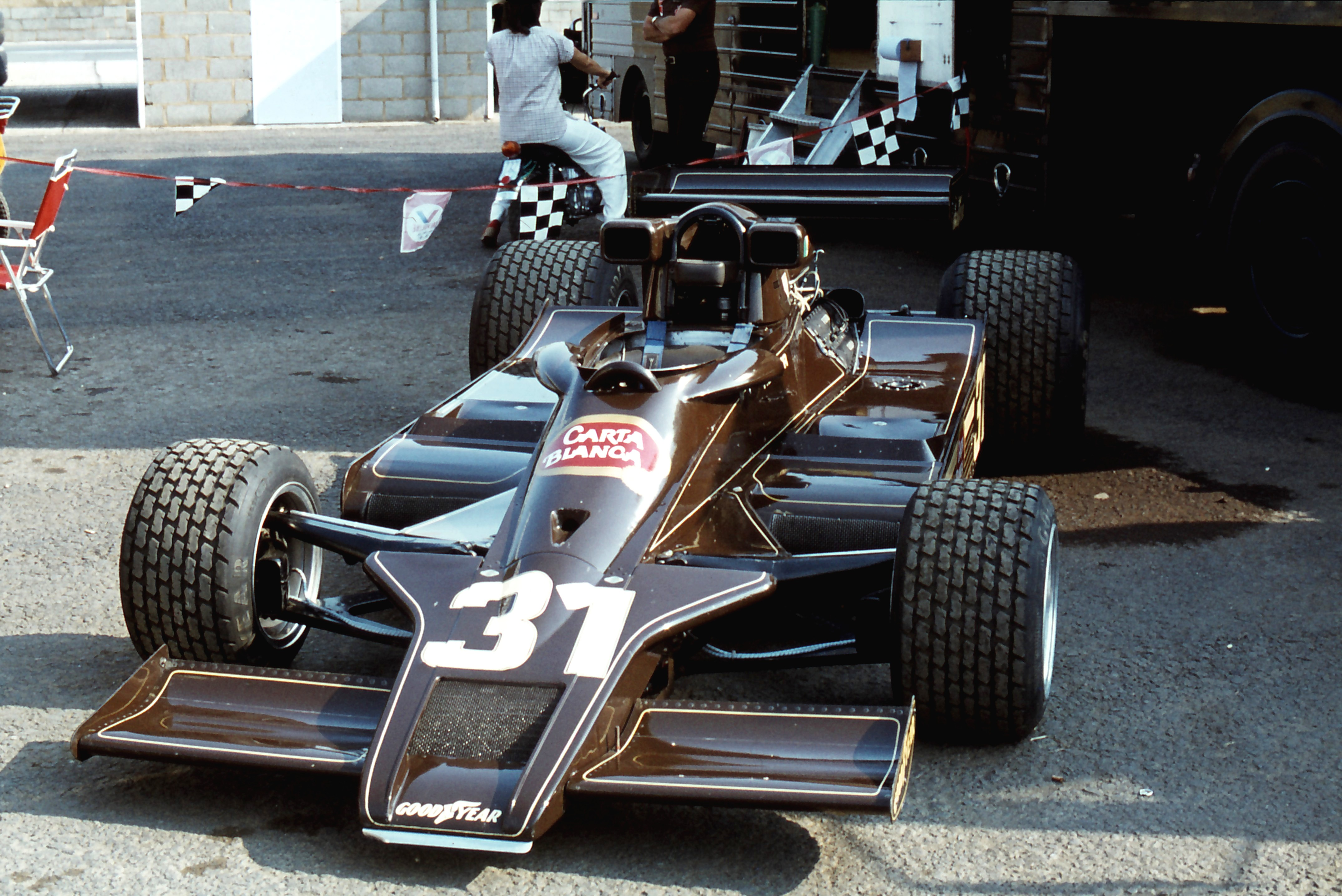
La Lotus 78 al GP di Gran Bretagna 1979 di Héctor Rebaque con la livrea del suo omonimo team

Per il 1978 il messicano decise di competere acquistando una Lotus 78, monoposto a motore Ford Cosworth DFV, che aveva esordito l'anno precedente ottenendo ben 5 vittorie. La sede del team venne posta a Leamington Spa, nel Warwickshire, e come manager venne indicato Ian Dawson.
Nella stagione seguente il team si affidò inizialmente a una Lotus 79-Ford Cosworth DFV, vettura che nella stagione 1978 aveva vinto il titolo piloti con Mario Andretti, e quello per i costruttori. Rebaque aveva annunciato di avere un'opzione per avere la fornitura delle vetture britanniche fino al 1981.
Per gli ultimi gran premi stagionali, a partire dal Gran Premio d'Italia, la scuderia mise in pista una vettura di propria costruzione: il modello HR100, basato sulla Lotus 79 e la Williams FW07, fabbricato con l'apporto della sede britannica del costruttore statunitense Penske (modello ideato da Geoff Ferris poi rivisto da John Barnard). Sulla vettura apparvero come sponsor la Marlboro e la marca di birra Carta Blanca.
Chiuse i battenti al termine della stagione, a causa di dissapori con la Commissione Sportiva Internazionale, e il rifiuto della FOCA, l'associazione che tutelava gli interessi dei costruttori, di accettare la sua iscrizione al mondiale 1979.

## Risultati

### Stagione 1978
Nella prima gara stagionale, il Gran Premio d'Argentina, Rebaque fu il primo dei non qualificati, staccato di 5 secondi dal poleman, Mario Andretti.
La prima qualificazione ci fu nel Gran Premio del Brasile, seconda prova stagionale, ove Rebaque fu costretto al ritiro per stanchezza, dopo 40 giri. Dopo il decimo posto nel Gran Premio del Sudafrica, il messicano non riuscì a qualificarsi per diverse gare. Ebbe però un exploit nel Gran Premio di Germania dove si classificò sesto; fu l'ultima volta che una scuderia privata giunse in zona punti. Il messicano chiuse così al ventunesimo posto della classifica riservata ai piloti, mentre il team, non essendo costruttore della propria vettura, non venne classificato nella Coppa Costruttori.

### Stagione 1979
Anche l'inizio della stagione 1979 vide il team utilizzare una vettura Lotus. Il miglior risultato fu il settimo posto, conquistato al GP d'Olanda. L'esordio della HR100 avvenne nelle qualificazioni a Monza, col ventottesimo e ultimo tempo, non sufficiente per la qualificazione alla gara. Il messicano, nella parte finale della stagione, riuscì a qualificarsi solo al Gran Premio del Canada, che però non riuscì a terminare.

## Risultati completi in Formula 1
| Anno | Vettura  | Motore            | Gomme | Piloti         |    |     |    |     |     |     |     |    |    |     |   |     |    |    |     |    |  |  |  |  |  |  |  |  | Punti | Pos. |
| ---- | -------- | ----------------- | ----- | -------------- | -- | --- | -- | --- | --- | --- | --- | -- | -- | --- | - | --- | -- | -- | --- | -- |  |  |  |  |  |  |  |  | ----- | ---- |
| 1978 | Lotus 78 | Ford-Cosworth DFV | G     | Héctor Rebaque | NQ | Rit | 10 | NPQ | NPQ | NPQ | Rit | 12 | NQ | Rit | 6 | Rit | 11 | NQ | Rit | NQ |  |  |  |  |  |  |  |  | 0     |      |

| Anno | Vettura                  | Motore            | Gomme | Piloti         |     |    |     |     |     |     |    |    |   |     |    |   |    |     |    |  |  |  |  |  |  |  |  |  | Punti | Pos. |
| ---- | ------------------------ | ----------------- | ----- | -------------- | --- | -- | --- | --- | --- | --- | -- | -- | - | --- | -- | - | -- | --- | -- |  |  |  |  |  |  |  |  |  | ----- | ---- |
| 1979 | Lotus 79 e Rebaque HR100 | Ford-Cosworth DFV | G     | Héctor Rebaque | Rit | NQ | Rit | Rit | Rit | Rit | NA | 12 | 9 | Rit | NQ | 7 | NQ | Rit | NQ |  |  |  |  |  |  |  |  |  | 0     |      |